# Parafia św. Teresy od Dzieciątka Jezus w Rozkopaczewie
Parafia św. Teresy od Dzieciątka Jezus w Rozkopaczewie – parafia rzymskokatolicka w Rozkopaczewie, należąca do diecezji siedleckiej.
Parafia erygowana w 1933. Obecny kościół parafialny murowany, wybudowany w latach 1986–1988 przez ks. Ryszarda Iwaniuka.